# Татарская Тумбарла
Татарская Тумбарла (тат. Татар Томбарлысы) — село в Бавлинском районе Татарстана, центр Тумбарлинского сельского поселения.

## География
Село расположено на реке Тумбарлинка, в 10 км к югу от г. Бавлы.

## История
Село Татарская Тумбарла основано в 1750-х гг.   и не было отображено на карте Казанской и Осинской дорог, Уфимского уезда, составленной в 1752-1755 гг. геодезии прапорщиком Иваном Ляховым. В дореволюционных источниках упоминается также под названиями Минлигулово, Узлы. Предки современного татарского населения в XVIII-XIX вв. относились к сословиям тептярей и   башкир-вотчинников.  Во время 4-й ревизии (1782 г.), материалы которой сохранились не полностью, в деревне "Тумбарлы"  были учтены 7 душ муж. пола тептярей, входивших в команду страшины Аитмамбета Ишметева .   В последующих переписях населения в селении  начинают фиксироваться лица, принадлежащие к башкирскому сословию. Основными  занятиями местных  жителей являлись земледелие и скотоводство, были распространены мукомольный промысел, частный извоз. Через село проходил почтовый тракт.
В «Списке населённых мест Российской империи», изданном в 1864 году по сведениям 1859 года, населённый пункт упомянут как казённая и башкирская деревня Татарская Тумбарла 4-го стана Бугульминского уезда Самарской губернии. Располагалась по коммерческому тракту из Бугульмы в Белебей, при речке Тумбарле, в 40 верстах от уездного города Бугульмы и в 30 верстах от становой квартиры в казённом селе Ефановка (Крым-Сарай, Орловка, Хуторское). В деревне, в 82 дворах проживали 541 человек (271 мужчина и 270 женщин), была мечеть.
В начале XX в. здесь функционировали 2 мечети (1860-х гг. и 1915 г.), земская станция, 3 водяные мельницы. В этот период земельный надел сельской общины составлял 3050 десятин.
До 1920 года село входило в Бавлинскую волость Бугульминского уезда Самарской губернии. С 1920 года в составе Бугульминского кантона ТАССР. С 10.8.1930 г. в Бавлинском, с 1.2.1963 г. в Бугульминском, с 12.1.1965 г. в Бавлинском районах. Ныне центр Тумбарлинского сельского поселения.
В 1930 г. в селе организованы колхозы "Карамалы" и "Игенче", в 1931 г. объединены в колхоз "Берлек", впоследствии несколько раз переименовывался и реорганизовывался. Жители работают преимущественно в ООО "Берлек", КФХ, занимаются полеводством, мясо-молочным скотоводством.

## Население
| 1816         | 1859 | 1889 | 1897 | 1910 | 1926 | 1938 | 1949 | 1958 | 1970 | 1979 | 1989 | 2002 | 2010 | 2015       |
| ------------ | ---- | ---- | ---- | ---- | ---- | ---- | ---- | ---- | ---- | ---- | ---- | ---- | ---- | ---------- |
| 126 душ м.п. | 541  | 805  | 1061 | 1729 | 1361 | 912  | 769  | 842  | 781  | 648  | 495  | 662  | 672  | 707 татары |

## Социальная инфраструктура
В селе действуют неполная средняя школа, дом культуры, библиотека, детский сад "Миляуша" (с 1996 г.), мельница, фельдшерско-акушерский пункт, мечеть "Гали" (с 1995 г.). Ежегодно в селе проводится праздник Эбилер сабантуе. При доме культуры функционируют танцевальный коллектив "Асылъяр" (с 2010г., основатель - Р.А.Миннуллина),  детские танцевальные коллективы "Тамчы" и "Сылу"(с 2010 г. и с 2012 г., основатель - Л.И.Шарифуллина), фольклорный коллектив "Хэтирэ" (с 2013 г., основатель - Л.И.Шарифуллина).